# 플로츠크현

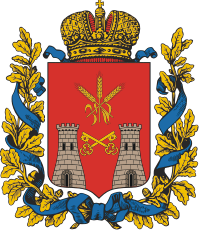
플로츠크현의 문장

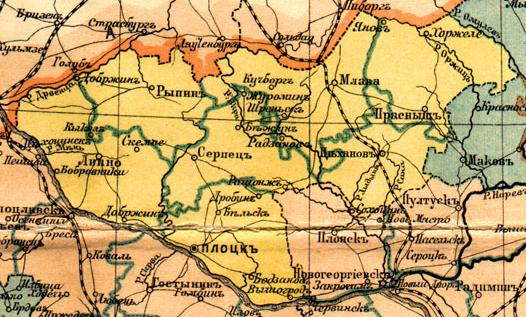
플로츠크현의 지도

플로츠크현(폴란드어: Gubernia płocka, 러시아어: Плоцкая губерния)은 1837년부터 1917년까지 존재했던 러시아 제국 내 폴란드 입헌왕국의 현으로 현도는 프워츠크이며 면적은 10,187.7km2, 인구는 553,633명(1897년 당시 기준)이다. 1867년 웜자현이 플로츠크현에서 분리되어 신설되었다.